# Kordyana indica
Kordyana indica är en svampart som beskrevs av Gäum. 1922. Kordyana indica ingår i släktet Kordyana och familjen Brachybasidiaceae.   Inga underarter finns listade i Catalogue of Life.